# 真野鋼琴
「真野鋼琴」（マノピアノ）是日本的女子偶像歌手真野惠里菜的第1张獨立製作单曲。2008年6月29日由hachama发售。

## 概要
- 「真野鋼琴」是真野惠里菜第1张獨立製作單曲，可算是真野惠里菜的出道歌曲。
- 此單曲有1個版本「CD ONLY」

## 收錄内容

### CD
1. 真野鋼琴
（作詞・作曲：KAN　編曲：たいせい）
2. 真野鋼琴(Instrumental)